# Josep Maria de Sagarra
Œuvres principales
Vies privées
Compléments
Section de philologie de l'Institut d'études catalanes
Josep Maria de Sagarra i de Castellarnau, né le 5 mars 1894 à Barcelone (Catalogne) et mort dans la même ville le 27 septembre 1961, est un écrivain catalan du XXe siècle dont l'œuvre participe, avec celles de Salvador Espriu et de Josep Pla à la Renaixença, renaissance de la littérature catalane.

## Biographie
L’arrière-grand-père de José Maria, Ferran de Sagarra i de Llinàs, épouse en 1827, Josepa de l'Espagnol y de Sentmenat issue de la noblesse française,,.
En 1932, à l'âge de 38 ans, Josep Maria de Sagarra écrit son œuvre phare, Vies privées, huit cents page écrites en deux mois à Barcelone, « ville qui à l'époque n'avait pas encore trouvé son grand roman et, à vrai dire, n'avait même pas imaginé le trouver ». Le roman dépeint la société barcelonaise du début du 20e siècle, avec notamment le personnage d'Hortensia Portell inspiré par la personnalité mondaine Isabel Llorach.
De l'avis de Juan Marsé, qui préface l'ouvrage paru en français chez Christian Bourgois éditeur : « Vies privées est une référence obligée quand on parle de roman catalan. Point à la ligne. Et s'il en est ainsi, selon une opinion assez répandue, ce n'est pas simplement à cause de ses mérites strictement littéraires. [...] on trouve dans Vies privées , assurément, l'élégante provocation sociale que supposa la publication de ce roman, la cible sûre placée en plein dans le cœur le plus rassis de la ville et un défi au futur. »

## Œuvres
- Vies privées (Vida privada), trad. Nicole Pujol, Paris, Christian Bourgois Éditeur, 2015, 520 p.  (ISBN 978-2-267-02890-4)
- La Balada de Luard,
- El Mariner
- Cançons de rem i de Vela